# Chromeč
Chromeč (deutsch Krumpisch) ist eine Gemeinde in Tschechien. Sie liegt sieben Kilometer südwestlich von Šumperk und gehört dem Okres Šumperk an.

## Geographie
Chromeč befindet sich rechtsseitig der March im Norden der Müglitzer Furche (Mohelnická brázda). Durch Chromeč führt der Graben Chromečský náhon, westlich verläuft der Graben Hraniční strouha. Nördlich wird der Ort von der Staatsstraße I/11 zwischen Bludov und Červená Voda tangiert. Am linken Marchufer führt die Eisenbahnstrecke Česká Třebová – Mohelnice entlang, die Bahnstation „Bludov lázně“ liegt einen reichlichen Kilometer gegen Nordost.
Nachbarorte sind Bohutín und Radomilov im Norden, Bludov im Nordosten, Bludovský Mlýn im Osten, Sudkov und Postřelmov im Südosten, Šikulův Mlýn im Süden, Postřelmůvek im Südwesten, Vyšehoří im Westen sowie Klášterec im Nordwesten.

## Geschichte
Die erste schriftliche Erwähnung des Dorfes erfolgte im Jahre 1353
als Kolda von Postřelmov seinen Anteil an dem Dorf einschließlich der halben Mühle an Svatobor von Závořice verkaufte. In den 1580er Jahren erwarben die Bukuvky von Bukuvka die Güter in Chromeč. Sigmund Bukuvky von Bukuvka ließ in Chromeč eine Renaissancefeste mit angeschlossenem Wirtschaftshof und Brauerei errichten. Nach der Schlacht am Weißen Berg wurde die Gutsherrschaft Krumpisch an Christoph Paul von Liechtenstein-Kastelkorn verkauft. 1710 erbte Johann Joachim von Zierotin Krumpisch.
Nach der Aufhebung der Patrimonialherrschaften bildete Krumpisch / Chromeč  ab 1850 eine politische Gemeinde im Bezirk Schönberg. 1930 lebten in dem Ort 619 Menschen.
Nach dem Münchner Abkommen wurde das Dorf 1938 dem Deutschen Reich zugeschlagen und gehörte bis 1945 zum Landkreis Mährisch Schönberg. 1939 hatte Krumpisch 594 Einwohner. Nach dem Ende des Zweiten Weltkrieges kam Chromeč zur Tschechoslowakei zurück.
Zwischen 1976 und 1990 war der Ort nach Bludov eingemeindet.

## Gemeindegliederung
Für Gemeinde Chromeč sind keine Ortsteile ausgewiesen.

## Sehenswürdigkeiten
- barocke Kapelle des hl. Johannes von Nepomuk, aus der zweiten Hälfte des 18. Jahrhunderts
- Hraniční strouha, der Graben war Teil des ab 1489 unter Johann d. Ä. Tunkl entlang der March angelegten Teichsystems